# Wahlen 2010
◄◄ | ◄ | 2006 | 2007 | 2008 | 2009 | Wahlen 2010 | 2011 | 2012 | 2013 | 2014 | ► | ►►

Weitere Ereignisse

Klassifizierung der Länder nach Grad ihrer politisch-zivilen Freiheit – Freedom House-Bericht 2010
frei
teilweise frei
nicht frei

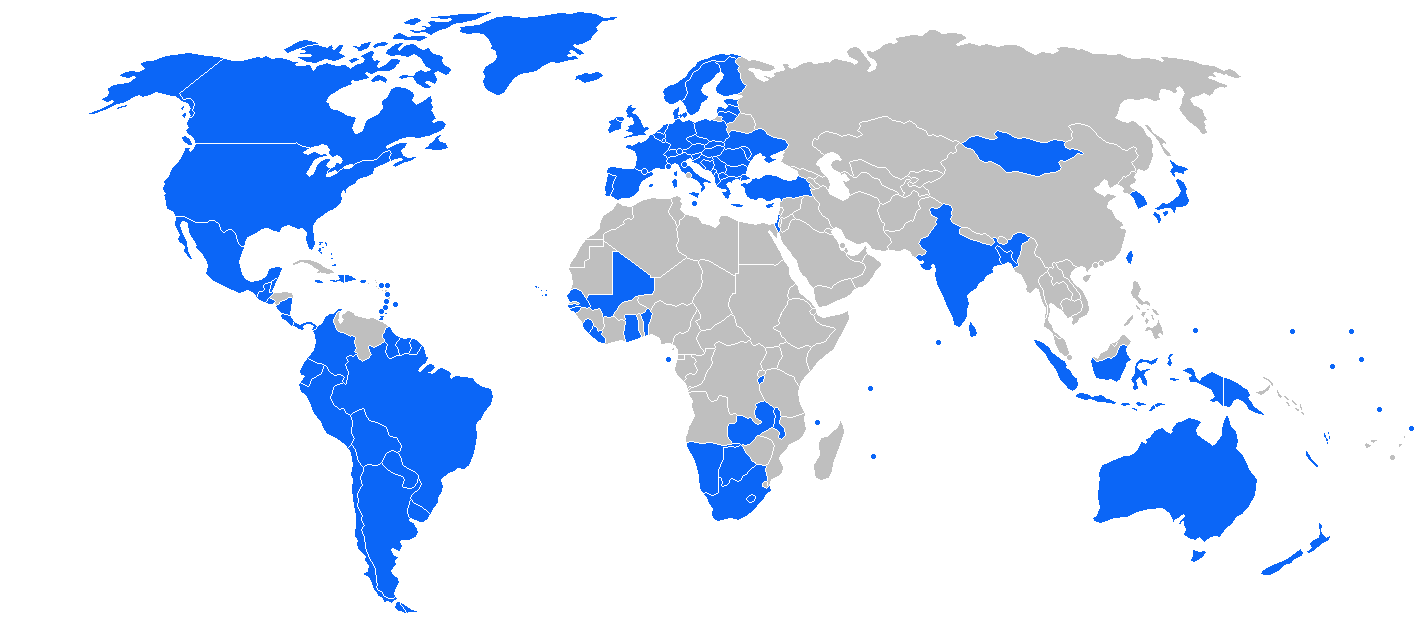
hervorgehobene Länder werden als „Wahldemokratien“ eingestuft – Freedom House-Bericht 2010

Die hier aufgelisteten Wahlen und Referenden fanden im Jahr 2010 statt oder waren für das angegebene Datum vorgesehen. „Direktwahl“, „Referendum“ oder „Volksbegehren“ bedeutet eine Wahl durch alle wahlberechtigten Einwohner eines Landes oder einer Region, „indirekte Wahl“ meint eine Wahl durch Staatsorgane wie z. B. Parlamente oder Gremien aus Wahlmännern.
Bei weitem nicht alle der hier aufgeführten Wahlen 2010 wurden nach international anerkannten demokratischen Standards durchgeführt. Enthalten sind auch Scheinwahlen in Diktaturen ohne Alternativkandidaten oder Wahlen, deren Ergebnisse durch massiven Wahlbetrug oder ohne fairen, gleichrangigen Zugang der konkurrierenden Kandidaten oder Parteien zu den Massenmedien zustande gekommen sind. Die beiden nebenstehenden Karten sollen dazu eine Orientierung geben. Sie versuchen eine grobe Einteilung der Länder der Erde 2010 nach ihrem Grad an Demokratie gemäß den – in einigen Fällen auch umstrittenen – Kriterien des Freedom House Index.

## Afrika
| Land                         | Datum         | Wahl                                    | Turnus (Jahre) | letzte Wahl | Art | Bemerkung |
| ---------------------------- | ------------- | --------------------------------------- | -------------- | ----------- | --- | --- |
| Zentralafrikanische Republik | 20. Jan.      | Präsidentschafts- und Parlamentswahlen  |                |             |     | Auf unbestimmte Zeit verschoben |
| Togo                         | 4. März       | Präsidentschaftswahl                    |                | 2005        |     | |
| Sudan                        | 11.–15. April | Parlamentswahl und Präsidentschaftswahl |                | 2000        |     | |
| Sudan ( Südsudan)            | 11.–15. April | Präsidentschaftswahl im Südsudan        |                | –           |     | |
| Mauritius                    | 6. Mai        | Wahl der Nationalversammlung            |                |             |     | |
| Äthiopien                    | 23. Mai       | Parlamentswahl                          | 5              | 2005        |     | |
| Burundi                      | 24. Mai       | Kommunalwahlen                          |                | 2005        |     | |
| Burundi                      | 24. Mai       | Parlamentswahl in Burundi 2010          |                | 2005        |     | |
| Ägypten                      | 1. Juni       | Wahl des Oberhauses                     |                |             |     | |
| Somaliland                   | 26. Juni      | Präsidentschaftswahl                    | 5              | 2003        |     | ursprünglich für 2008 geplant |
| Guinea                       | 27. Juni      | Präsidentschaftswahl                    | 5              | 2003        |     | ursprünglich für 2008 geplant |
| Burundi                      | 28. Juni      | Präsidentschaftswahl                    |                | 1993        |     | |
| Burundi                      | 28. Juli      | Senatswahlen                            |                |             |     | Parlament wählt burundischen Senat |
| Sansibar                     | 31. Juli      | Verfassungsreferendum                   |                |             |     | für stärkere Teilung der Macht unter den dominierenden Parteien                                                                                |
| São Tomé und Príncipe        | 1. Aug.       | Parlamentswahl                          | 4              | 2006        |     | |
| Kenia                        | 4. Aug.       | Verfassungsreferendum                   |                |             |     | u. a. über eine Einschränkung der Machtbefugnisse des Kenianischen Präsidenten und die Einführung eines Zweikammersystems auf nationaler Ebene |
| Ruanda                       | 9. Aug.       | Präsidentschaftswahl                    |                |             |     | |
| Niger                        | 24. Okt.      | Verfassungsreferendum                   |                |             |     | über Demokratisierung |
| Tansania                     | 31. Okt.      | Präsidentschafts- und Parlamentswahl    | 5              | 2005        |     | |
| Elfenbeinküste               | 31. Okt.      | Präsidentschaftswahl                    | 5              | 2005        |     | mit Stichwahl am 7. November |
| Komoren                      | 7. Nov.       | Präsidentschaftswahl                    |                | 2006        |     | 1. Termin für Mohéli als Primaries, zeitgleich Gouverneurswahlen auf der Insel                                                                 |
| Madagaskar                   | 17. Nov.      | Referendum                              |                |             |     | |
| Burkina Faso                 | 21. Nov.      | Präsidentschaftswahl                    | 5              | 2005        |     | |
| Namibia                      | 26.–27. Nov.  | Kommunalwahlen                          |                | 2004        |     | |
| Namibia                      | 26.–27. Nov.  | Regionalratswahlen                      |                | 2004        |     | |
| Ägypten                      | 28. Nov.      | Parlamentswahl                          | 5              | 2005        |     | Stichwahlen am 5. Dezember |
| Elfenbeinküste               | 28. Nov.      | Präsidentschaftswahl                    |                | 2000        |     | Stichwahltermin |
| Komoren                      | 27. Dez.      | Präsidentschaftswahl                    |                | 2006        |     | 2. Termin für Anjouan und Grande Comore, zeitgleich Gouverneurswahlen auf den Inseln                                                           |

## Amerika
| Land                           | Datum    | Wahl                             | Turnus (Jahre) | letzte Wahl | Art | Bemerkung |
| ------------------------------ | -------- | -------------------------------- | -------------- | ----------- | --- | --- |
| Chile                          | 17. Jan. | Präsidentschaftswahl (Stichwahl) |                |             |     | |
| Niederländische Antillen       | 22. Jan. | Parlamentswahl                   |                |             |     | |
| St. Kitts und Nevis            | 25. Jan. | Parlamentswahl                   |                |             |     | |
| Anguilla                       | 15. Feb. | Parlamentswahl                   |                |             |     | |
| Costa Rica                     | 7. Feb.  | Präsidentschaftswahl             |                |             |     | |
| Costa Rica                     | 7. Feb.  | Parlamentswahl                   |                |             |     | |
| Bonaire                        | 26. März | Referendum                       |                |             |     | über Auflösung des Staatenbundes mit Niederlanden und Eingliederung Bonaires in Niederländischen Staat als besondere Gemeinde |
| Kolumbien                      | 14. März | Parlamentswahl                   |                |             |     | 20. Juni Stichwahl bei Präsidentschaftswahl                                                                                   |
| Uruguay                        | 9. Mai   | Kommunalwahlen                   |                |             |     | |
| Dominikanische Republik        | 16. Mai  | Parlamentswahl                   |                |             |     | parallel Senatswahlen |
| Trinidad und Tobago            | 24. Mai  | Parlamentswahl                   |                |             |     | |
| Suriname                       | 25. Mai  | Parlamentswahl                   |                |             |     | |
| Kolumbien                      | 30. Mai  | Präsidentschaftswahl             |                |             |     | 20. Juni Stichwahl dazu |
| Venezuela                      | 26. Sep. | Parlamentswahl                   |                |             |     | |
| Brasilien                      | 3. Okt.  | Präsidentschaftswahl             |                |             |     | außerdem Wahlen zum Bundesparlament, Gouverneure und jeweiligen Landesparlamente, 31. Oktober Stichwahl Präsident             |
| Vereinigte Staaten             | 2. Nov.  | Halbzeitwahlen                   |                |             |     | Jeweils teilweise Wahl des Repräsentantenhauses und des Senats                                                                |
| Vereinigte Staaten             | 2. Nov.  | Gouverneurswahlen                |                |             |     | Wahl von 37 Gouverneuren der 50 Bundesstaaten                                                                                 |
| St. Vincent und die Grenadinen | 13. Dez. | Parlamentswahl                   |                |             |     | |

## Asien

Asien, unterteilt nach politischen Grenzen

### Afghanistan
- 18. September – Direktwahl der Wolesi Dschirga

### Aserbaidschan
- 7. November – Parlamentswahl in Aserbaidschan 2010 – Direktwahl des Aserbaidschanischen Einkammerparlaments

### Bahrain
- 23. Oktober Parlamentswahl

### Bergkarabach
- 24. Mai – Direktwahl des Einkammerparlaments von Bergkarabach

### Myanmar
- 7. November Parlamentswahl

### Irak
- 7. März – Direktwahl der Irakischen Nationalversammlung[5]

### Japan
- 11. Juli – Direktwahl der Hälfte des Japanischen Oberhauses
- Februar bis Dezember – Direktwahl der Gouverneure der Präfekturen Ishikawa, Kyōto, Shiga, Wakayama, Kagawa, Nagasaki, Ehime, Okinawa, Miyazaki
- 12. Dezember – Direktwahl des Präfekturparlaments von Ibaraki

### Jordanien
- 9. November Parlamentswahl

### Kirgistan
- 27. Juni – Verfassungsreferendum über die Einführung einer Parlamentarischen Republik
- 10. Oktober – Parlamentswahl

### Nordzypern
- 18. April – Direktwahl des Nordzypriotischen Präsidenten

### Philippinen
- 10. Mai – Präsidentschaftswahl (Direktwahl des Philippinischenen Präsidenten), Parlamentswahl (Wahl des Repräsentantenhauses und der Hälfte des Senats), Wahl zahlreicher Gouverneure sowie Bürgermeister und andere kommunale Ämter

### Sri Lanka
- 26. Januar – Direktwahl des Sri-Lankischen Präsidenten
- 8. April – Parlamentswahl in Sri Lanka

### Tadschikistan
- 28. Februar – Direktwahl des Tadschikischen Unterhauses
- 25. März – Direktwahl des Tadschikischen Senats

### Türkei
- 12. September – Verfassungsreferendum in der Türkei, u. a. über die Stärkung der Gleichberechtigung und der Gewerkschaften sowie die Einschränkung des politischen Einflusses des türkischen Militärs[6]

## Europa

Europa, gegenüber Asien am Uralfluss und -gebirge sowie dem Kamm des Kaukasus abgegrenzt

### Belgien
- 13. Juni – Direktwahl der Belgischen Abgeordnetenkammer

### Bosnien und Herzegowina
- 3. Oktober: Präsidentschafts- und Parlamentswahlen

### Deutschland

#### Bundespräsidentenwahl
- 30. Juni – indirekte Wahl des Deutschen Bundespräsidenten

#### Landtagswahlen und Referenden auf Länderebene
- 9. Mai – Landtagswahl in Nordrhein-Westfalen
- 4. Juli – Volksentscheid „Nichtraucherschutz“ in Bayern

#### Kommunalwahlen
| Staat       | Staat   | Wahl/Abstimmung                     | Kategorie                    |
| ----------- | ------- | ----------------------------------- | ---------------------------- |
| Deutschland | Sachsen | Bürgermeisterwahlen in Sachsen 2010 | Bürgermeisterwahl in Sachsen |

- 10. Januar – Wahl des Landrats im Landkreis
  - Barnim
  - Elbe-Elster
  - Oberspreewald-Lausitz
  - Ostprignitz-Ruppin
  - Spree-Neiße
- 24. Januar – Wahl des Landrats von Wittmund
- 7. Februar – Wahl des Landrats von Groß-Gerau
- 28. Februar – Wahl des Landrats im Landkreis Uckermark
- 7. März – Wahl des Oberbürgermeisters in Schweinfurt
- 14. März
  - Wahl des Oberbürgermeisters von Frankfurt (Oder)
  - Wahl des Landrats von Dillingen an der Donau
- 25. April – Wahl des Oberbürgermeisters von Freiburg im Breisgau
- 9. Mai – Wiederholung der Oberbürgermeisterwahl in Dortmund
- 30. Mai – Wahl des Bürgermeisters von Neu-Isenburg
- 4. Juli – Landratswahl im Landkreis
  - Cham
  - Kelheim
  - Kronach
- 19. September – Wahl des Oberbürgermeisters von Potsdam
- 19. September – Wahl des Ortsbürgermeisters von Driedorf
- 3. Oktober Stichwahl des Oberbürgermeisters von Potsdam
- 31. Oktober – Wahl des Landrats im Landkreis Schaumburg
- 14. November Großrosseln und Mettlach im Saarland Stichwahl der Bürgermeister[7]

### Frankreich
- 14. März – Regionalwahlen
- 21. März – 2. Wahlgang der Regionalwahlen

### Georgien
- 30. Mai – Kommunalwahlen

### Griechenland
- 3. Februar – indirekte Wahl des Griechischen Präsidenten
- 7. und 14. November Regional- und Kommunalwahlen[8][9]

### Island
- 6. März – Referendum über das sog. Icesave-Gesetz, welches Entschädigungszahlungen für Bankkunden in Großbritannien und den Niederlanden vorsah
- 27. November Verfassunggebende Versammlung

### Italien
- 28. und 29. März – Regionalwahlen, Provinzwahlen und Kommunalwahlen

### Kosovo
12. Dezember Parlamentswahl

### Kroatien
- 10. Januar – Stichwahl des Kroatischen Präsidenten (Direktwahl)

### Lettland
- 2. Oktober – Direktwahl der Saeima

### Moldau
- 5. September Referendum
- 28. November Parlamentswahl

### Niederlande
- 3. März – Direktwahl des jeweiligen Gemeinderates in 394 der insgesamt 431 Gemeinden
- 9. Juni – Direktwahl der Zweiten Kammer der Generalstaaten

### Österreich

#### Bundespräsidentenwahl
- 25. April – Direktwahl des Österreichischen Bundespräsidenten

#### Landtagswahlen
- 30. Mai – Direktwahl des Burgenländer Landtags
- 26. September – Direktwahl des Steiermärkischen Landtags
- 10. Oktober – Direktwahl des Wiener Landtags

#### Kommunalwahlen
- 14. März – Gemeinderats- und Bürgermeisterwahlen in Tirol
  - Gemeinderatswahlen in Niederösterreich (ausgenommen die Statutarstädte St. Pölten, Krems an der Donau und Waidhofen an der Ybbs)
  - Wahlen zum jeweiligen Gemeinderat und Bürgermeister-Direktwahlen in Tirol (ausgenommen Innsbruck)
  - Gemeindevertretungs- und Bürgermeisterwahlen in Vorarlberg
- 21. März – Gemeinderatswahlen in der Steiermark
- 10. Oktober – Gemeinderatswahlen in Wien

### Polen
- 20. Juni – Direktwahl des Polnischen Präsidenten
- 4. Juli – Stichwahl des Präsidenten
- 21. November – Kommunalwahlen in Polen[10]

### Russland
- 10. Oktober Kommunal- und Regionalwahlen[11][12][13]

### Schweden
- 19. September – Direktwahl zum Schwedischen Reichstag

### Schweiz
- 7. März – Referendum über die Frage, ob bis 2016 der Umwandlungssatz für die Berechnung der Renten in der Zweiten Säule auf 6,4 Prozent gesenkt werden soll, siehe Volksabstimmung über die Anpassung des Mindestumwandlungssatzes 2010[14]
- 7. März – Volksabstimmung über die Volksinitiative «Gegen Tierquälerei und für einen besseren Rechtsschutz der Tiere (Tierschutzanwalt-Initiative)»
- 7. März – Volksabstimmung zum Verfassungsartikel über die Forschung am Menschen
- 26. September – Referendum über die Änderung des Arbeitslosenversicherungsgesetzes
- 28. November – Volksabstimmung über die Volksinitiative „Für die Ausschaffung krimineller Ausländer (Ausschaffungsinitiative)“
- 28. November – Volksabstimmung über den Gegenvorschlag des Bundesrates zur Ausschaffungsinitiative
- 28. November – Volksabstimmung über die Volksinitiative „Für faire Steuern. Stopp dem Missbrauch beim Steuerwettbewerb (Steuergerechtigkeits-Initiative)“

#### Bundesratswahlen
- 22. September – Ersatzwahlen für die Nachfolger der zurücktretenden Bundesräte Moritz Leuenberger (SP) und Hans-Rudolf Merz (FDP) durch die Vereinigte Bundesversammlung

#### Ständeratswahlen
- 24. Januar – Stichwahl für einen Sitz im Ständerat im Kanton Solothurn
- 7. März – Ersatzwahl für einen Sitz im Ständerat im Kanton Uri
- 25. April – 2. Wahlgang für einen Ständeratssitz in Uri

#### Kantonale Wahlen
- 7. März – Wahlen des Regierungsrats in den Kantonen
  - Nidwalden
  - Obwalden
  - Glarus
- 28. März – Grossratswahl in Bern
- 25. April – Ersatzwahl für zwei Regierungsratssitze in Schwyz
- 2. Mai – 2. Wahlgang für zwei Regierungsratssitze in Nidwalden
- 13. Juni
  - 2. Wahlgang der Ersatzwahl für zwei Regierungsratssitze in Schwyz
  - Kantonale Wahlen in Graubünden
  - Wahl des Landrates in Glarus
- 3. Oktober – Kantonale Wahlen in Zug
- 24. Oktober – Kantonale Wahlen im Jura

#### Kommunalwahlen
- 7. März – Wahl zum jeweiligen Gemeinderat in Zürich, Winterthur und weiteren Zürcher Städten

### Slowakei
- 12. Juni – Direktwahl des Slowakischen Nationalrates

### Slowenien

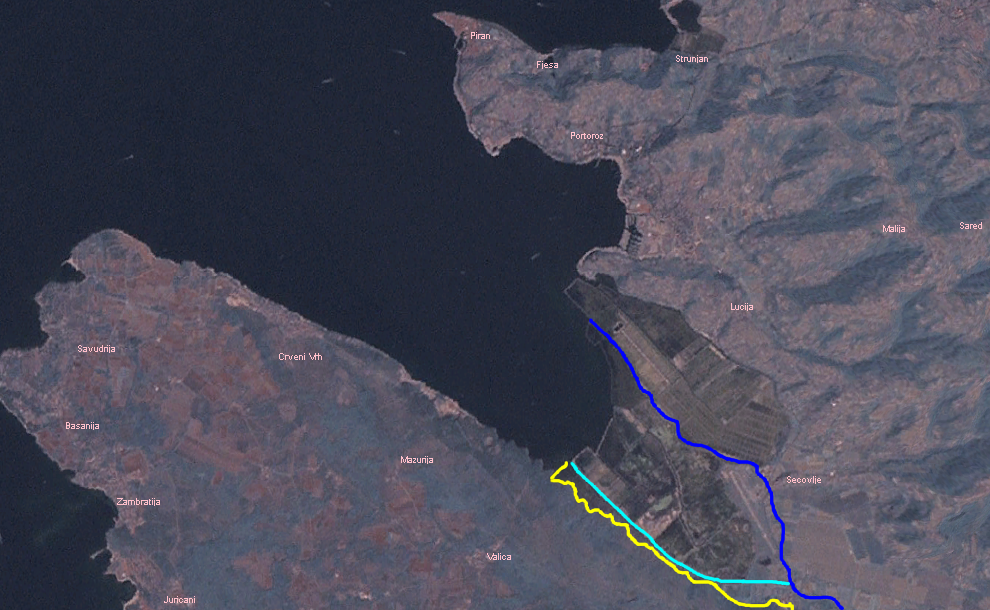
Teile der Bucht von Piran, der Slowenischen Riviera und Istriens; blau zu sehen die Dragonja, cyan der Kanal von St. Odoric und gelb die von Slowenien deklarierte Grenze

- 6. Juni – Referendum über einen Grenzkonflikt mit Kroatien[15]

### Spanien
- 28. November Regionalwahlen in Katalonien[16]

### Transnistrien
- 12. Dezember Parlamentswahl

### Tschechien
- 28. und 29. Mai – Direktwahl des Tschechischen Abgeordnetenhauses
- 15. – 16. Oktober Senatswahl + Oberbürgermeister Wahl Prag
- 22. – 23. Oktober Senats Stichwahl

### Ungarn
- 11. und 25. April – Direktwahl des Ungarischen Einkammerparlaments
- 3. Oktober Gemeindewahlen

### Ukraine
- 17. Januar – Direktwahl des Ukrainischen Präsidenten
- 7. Februar – Stichwahl des Ukrainischen Präsidenten
- 31. Oktober – Kommunalwahlen[17][18][19][20][21]

### Vereinigtes Königreich
- 6. Mai – Direktwahl des Britischen Unterhauses
- 6. Mai – Kommunalwahlen in den Boroughs von London sowie teilweise (Wiederwahl nur eines Teils der Volksvertreter) in anderen Councils in England

### Weißrussland
- 19. Dezember – Direktwahl des belarussischen Präsidenten

## Ozeanien

Ozeanien

### Amerikanisch-Samoa
- 2. November Verfassungsreferendum in Amerikanisch-Samoa 2010

### Australien
- 20. März – Direktwahl des Unterhauses und indirekte Wahl der Hälfte der Mitglieder des Oberhauses im Bundesstaat South Australia
- 21. August – Parlamentswahl in Australien
- Wahlen zu den Parlamenten der australischen Bundesstaaten:
  - 20. März – South Australia
  - 20. März – Tasmanien
  - 27. November – Victoria (plus indirekte Wahl des Oberhauses)

### Cookinseln
- 17. November Parlamentswahl der Cookinseln 2010 und Referendum zur Reduzierung der Parlamentsmitglieder der Cookinseln

### Guam
- 2. November – Gouverneurswahl auf Guam 2010
- 2. November – Parlamentswahl auf Guam 2010 (Wahl zur Liheslaturan Guåhan bzw. engl. Legislature of Guam)

### Nauru
- 27. Februar – Verfassungsreferendum Nauru 2010, u. a. soll hierbei die Direktwahl des Nauruischen Präsidenten statt der bisherigen indirekten Wahl durch das Nauruische Einkammerparlament umgesetzt werden[22]
- 24. April – Direktwahl mit einfacher, nicht-übertragbare Stimme des Nauruischen Einkammerparlaments
- 1. November – Präsidentschaftswahl in Nauru 2010

### Neuseeland
- 9. Oktober – Kommunalwahlen in Neuseeland 2010

### Salomonen
- 4. August – Parlamentswahl auf den Salomonen 2010 für das Nationalparlament der Salomonen

### Tonga
- 25. November Parlamentswahl